# Stacja arktyczna Zebra
Stacja arktyczna Zebra – amerykański film sensacyjny z 1968, zrealizowany na podstawie powieści Alistaira MacLeana.

## Obsada
- Rock Hudson - kapitan James Ferraday
- Patrick McGoohan - David Jones
- Ernest Borgnine - Boris Vaslov
- Jim Brown - kapitan Leslie Anders
- Tony Bill - porucznik Russell Walker
- Lloyd Nolan - adminrał Garvey
- Alf Kjellin - pułkownik Ostrovsky
- Gerald S. O'Loughlin - komandor podporucznik Bob Raeburn
- Ted Hartley - porucznik Jonathan Hansen
- Murray Rose - porucznik George Mills
- Ron Masak - Paul Zabrinczski
- Sherwood Price - porucznik Edgar Hackett
- Lee Stanley - porucznik Mitgang
- Joseph Bernard - dr Jack Benning

## Nagrody
Film Stacja arktyczna Zebra podczas 41 ceremonii wręczenia Oskarów był nominowany w dwóch kategoriach: za najlepsze efekty specjalne oraz za najlepsze zdjęcia.